# Британська авіаносна ударна група 21
Авіаносна ударна група 21 Великої Британії — це комплекс британських та союзних військово-морських сил, які нині[коли?] розпочали навчання операції «Фортіс» з травня до грудня 2021 року.
Авіаносна ударна група розглядається як вияв уваги британського уряду до Індо-Тихоокеанського регіону з точки зору оборони та зовнішньої політики про який було оголошено в березні в рамках «Комплексного огляду».
Це перше розгортання ударної групи для авіаносців класу «Квін Елізабет» та перше оперативне розгортання британської авіаносної ударної групи від 2011 року. Розгортання 2021 року — це також найбільше окреме розгортання з участю винищувачів F-35 з моменту запуску програми у 2006 році та найбільше в світі повітряне крило винищувачів п'ятого покоління. Крім того, HMS Квін Елізабет несе найбільшу кількість особового складу від часу вступу на озброєння, також група нестиме одночасно найбільшу кількість морських вертольотів Королівського флоту за 10 років.

## Передумови

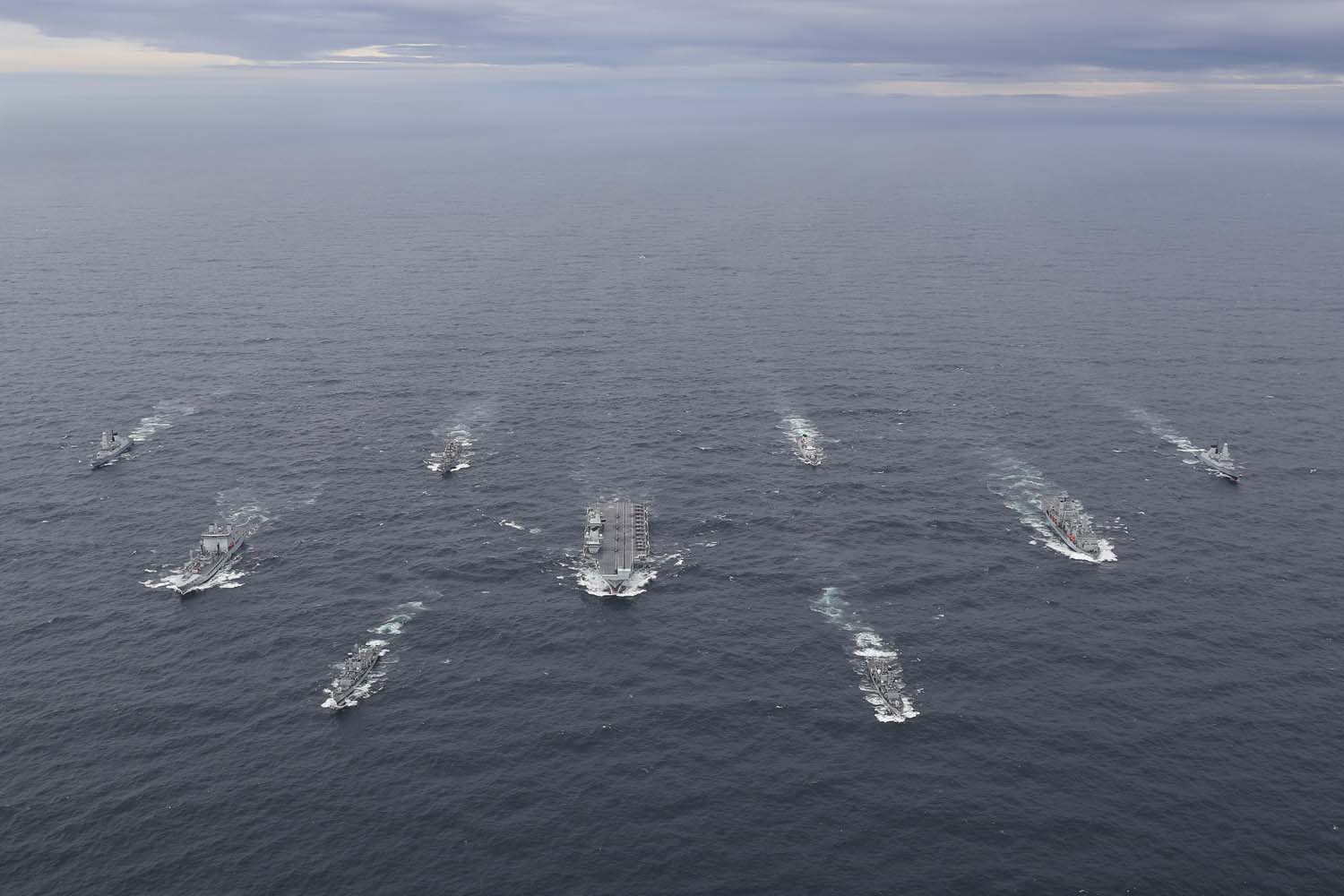
Авіаносець HMS Квін Елізабет та його ударна група під час навчань Joint Warrior 2020-2

Сполучене Королівство майже 40 років не проводило розгортань британських ударних груп і залишалось без авіаносця на активній службі загалом з 2014 року, коли останній легкий авіаносець класу Invincible HMS Illustious був виведений з експлуатації - трьома роками раніше від іще двох авіаносців.
Британська авіаносна ударна група була заново сформована у лютому 2015 року, а командор Джеррі Кід був призначений командувачем ударної групи Великої Британії;  щоправда вже наступного року його замінив командор Ендрю Беттон в той час як Кід став першим морським капітаном HMS Квін Елізабет. Авіаносець HMS Квін Елізабет був введений в експлуатацію 7 грудня 2017 р., а згодом розпочався процес оперативних морських випробувань та навчань, включаючи льотні навчання з приписаними до авіаносця винищувачами біля узбережжя США. Згодом британська авіаційна ударна група вперше зібралася у вересні 2019 року, коли есмінець типу 45 HMS Драґон; Фрегат типу 23 HMS Нортумберленд і танкер поповнення класу Tide, RFA Tideforce зібралися, щоб взяти участь у навчаннях НАТО «Cutlass Fury» коло узбережжя Канади. Ці навчання також стали першим випадком, коли британські F-35 (із тестувально-випробувальної ескадрильї № 17 Королівських ВПС ) висадилися на палубу HMS Квін Елізабет. У вересні 2020 р. у рамках навчань НАТО "Joint Warrior 2020-2" повна ударна група з дев'яти надводних суден та супроводжуючого повітряного крила вперше була зібрана в Північному морі під командуванням командора Стіва Мургауза. У той час як ударна група авіаносці розформувалася, а кораблі повернулися у свої порти, літаки F-35B провели подальші навчання зі своєї бази в RAF Marham, включаючи участь у навчаннях Crimson Warrior, готуючись до оголошення початкової оперативної готовності групи, яка й була оголошена 4 січня 2021 р..
У 2016 році Велика Британія перенесла супутник у своїй військовій системі зв'язку Skynet на схід, щоб розширити покриття на Східну Азію та західну частину Тихого океану, і відкрила нову австралійську наземну станцію.

## Підготовка до розгортання

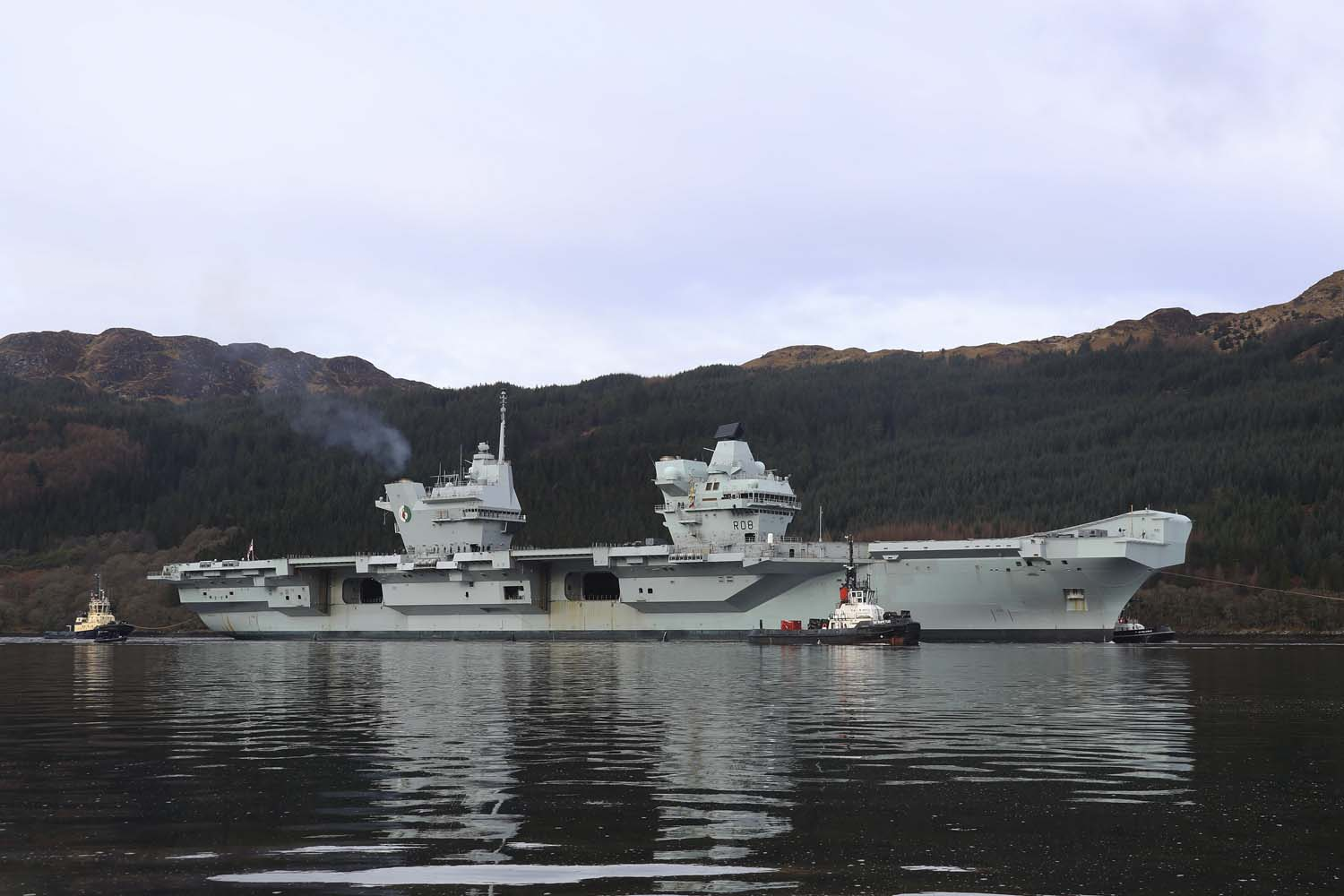
HMS Квін Елізабет прибуває до Глен-Маллана, щоб завантажити боєприпаси

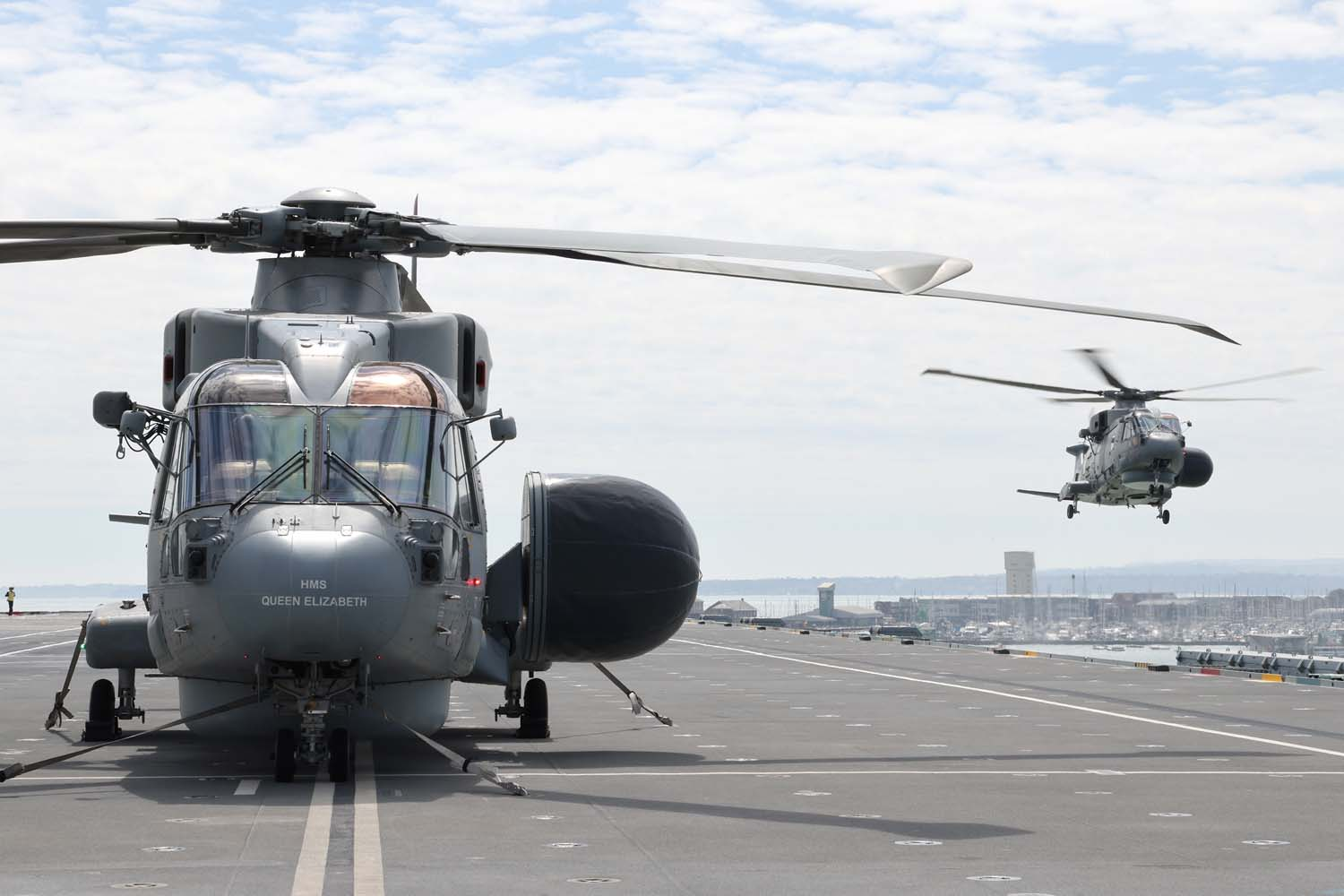
Merlin Mk2s призелюється на борт HMS Queen Elizabeth ; радар Crowsnest встановлений збоку вертольота

HMS Квін Елізабет відплив з флотської бази Портсмут 1 березня 2021 року, щоб провести період підготовки до розгортання. Він відпрацьовував елементи готовності як у Ла-Манші, так і в Ірландському морі для підготовки членів команди корабля, поряд з цим він проводив гелікоптерні навчання з Королівськими ВПС і Армійським повітряним корпусом британської армії для підготовки екіпажу до бойових завдань авіаносця. Після закінчення авіаносець підплив до британського узбережжя до Лох-Лонґ, щоб завантажити боєприпаси зі складу боєприпасів Глен-Даґлас, яка нещодавно була розширена Організацією оборонної інфраструктури для можливості заходу судна. Судно стояло там на причалі протягом п’яти днів між 15 і 20 березня, перш ніж повернутися до Портсмута.  Під час перебування в Шотландії судно також проводило на борту пам'ятну панахиду на честь судна ескорту часів Другої світової війни HMS Дешер, яке зазнало сильного внутрішнього вибуху і затонуло біля Ардроссана в березні 1943 р..
У середині квітня Королівський флот розпочав процес введення вакцин Covid-19 членам авіаносної ударної групи під час підготовки до розгортання. Державний секретар з питань оборони Бен Воллес заявив 26 квітня, що кожен моряк ударної групи мав би отримати дві вакцини до їхнього виходу в море. 
USS The Sullivans вирушив з військово-морської бази Ньюпорт 19 квітня, прямуючи до берегів Британії, щоб приєднатись до ударної групи для розгортання. Між 26 і 28 квітня десять винищувачів F-35B з 211 морської ударної ескадрильї Морського десанту США (VMFA-211), призначені для участі в групі, прибули на Королівську авіабазу Лейкгіт, пройшовши карантин. 2 травня перший з американських винищувачів вилетів з бази Лейкгіт, щоб приєднатись до HMS Квін Елізабет.
820 військово-морська ескадрилья провели тиждень перед від'їзду навчання "Strike Warrior", проводячи холості випробувальні пуски торпеди Sting Ray у затоці Фалмут; перш ніж завантажити свої три повітряно-десантні вертольоти спостереження та управління Crowsnest (ASaC) та чотири протичовнові вертольоти Merlin Mk2 на HMS Квін Елізабет 27 квітня. Чотири вертольоти ударної групи Lynx Wildcat 815 військово-морської авіаційної ескадрильї 1 травня залишили свою базу в RNAS Yeovilton і вирушили до кожного з чотирьох конвоїв Королівського флоту. 617 ескадрилья RAF та їх 8 винищувачів F-35B почали вилітати з бази RAF Marham і вантажитись на HMS Квін Елізабет, 3 травня останні британські літаки приєднались до ударної групи, - три літаки Merlin Mk4 з 845 військово-морської ескадрильї вилетіли з RNAS Yeovilton і пізніше того ж дня приєдналися до RFA Fort Victoria. 

### Навчання Virtual Warrior
Протягом лютого 2021 року штаб бойової групи взяв участь у вправі «Virtual Warrior» - командному навчанні, яке перевіряло, як реагуватиме екіпаж корабля у разі кризи на першому розгортанні. Навчання розпочалася ще в той час, коли група була розпущена восени минулого року, і проходила в Військово-морській школі на HMS <i id="mwsw">Коллінґвуд</i> у Фаргамі, використовуючи навчальний симуляційний комплекс  бази для моделювання ймовірних ситуацій.

### Навчання Strike Warrior

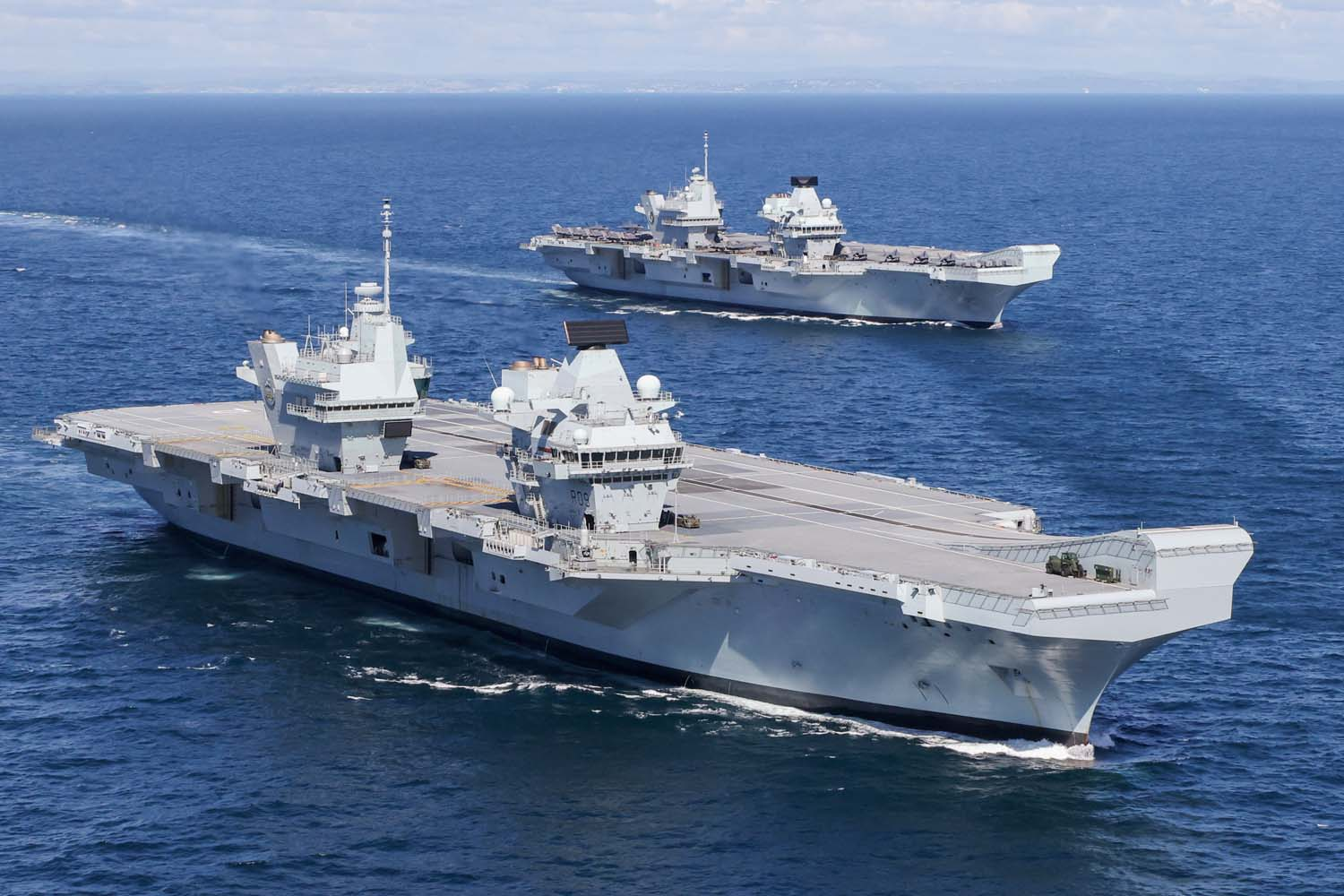
HMS Принц Уельський (спереду) та HMS Queen Elizabeth вперше зустрічаються на морі

Кораблі ударної групи вийшла з відповідних портів 1 травня:  HMS Diamond, HMS Defender,  HMS Kent (F78) та HMS Квін Елізабет з бази Портсмут  HMS Richmond з HMNB Devonport ;  RFA Форт Вікторія і підводний човен класу Astute з HMNB Clyde ; та RFA Tidespring з порту Портленд. Потім судна вирушили до Шотландії, щоб взяти участь у останніх навчаннях перед їх розгортанням - морському елементі навчань НАТО під керівництвом Великої Британії Joint Warrior 2021-1, відомого під назвою "Exercise Strike Warrior", у якому ударна група авіаносця нарощувала і посилювала сценарії, які були протестовані в раніше проведених навчаннях «Virtual Warrior». У навчаннях, проведених у період з 8 до 19 травня, взяв участь 31 корабель, 3 підводні човни, 150 літаків та 13 400 осіб військового персоналу з 10 країн. Через пандемію Covid-19 відвідування портів було обмежене лише тими, які були необхідні з оперативних та логістичних міркувань, і весь персонал повинен був ізолюватись протягом 14 днів перед тим, як повернутись на свої відповідні кораблі. Понад 150 літаків, які брали участь у навчанні, базувались у RAF Lossiemouth, HMS <i id="mw4g">Gannet</i> та аеропорту Сторновей. Під час навчань два конвертоплани MV-22B Osprey з морської середньої ескадрильї конвертопланів 162, дислокованих на борту USS Iwo Jima вперше приземлилися на HMS Queen Elizabeth  а також відбувся перший запуск радіолокаційного вертольота Merlin, оснащеного локатором Crowsnest з авіаносця класу Queen Elizabeth  і перших вдосконалених ракет повітря-повітря короткого радіусу дії, випущених з британського винищувача F-35 - перші запуски ракет з британського літака в морі за 15 років. Ближче до кінця навчань "Strike Warrior" Ударна авіаносна група взаємодіяла з кораблями в рамках навчань "Ragnar Viking", що проходили біля норвезького узбережжя, до складу яких входила група USS Iwo Jima Amphibious Ready Group, Королівська морська група Littoral Response Group (North), поряд із FS Normandie, HDMS Esbern Snare та HNoMS Fridtjof Nansen ; 15 суден разом провели шоу силових фотконкурс (PHOTEX). 

### Остаточний від'їзд

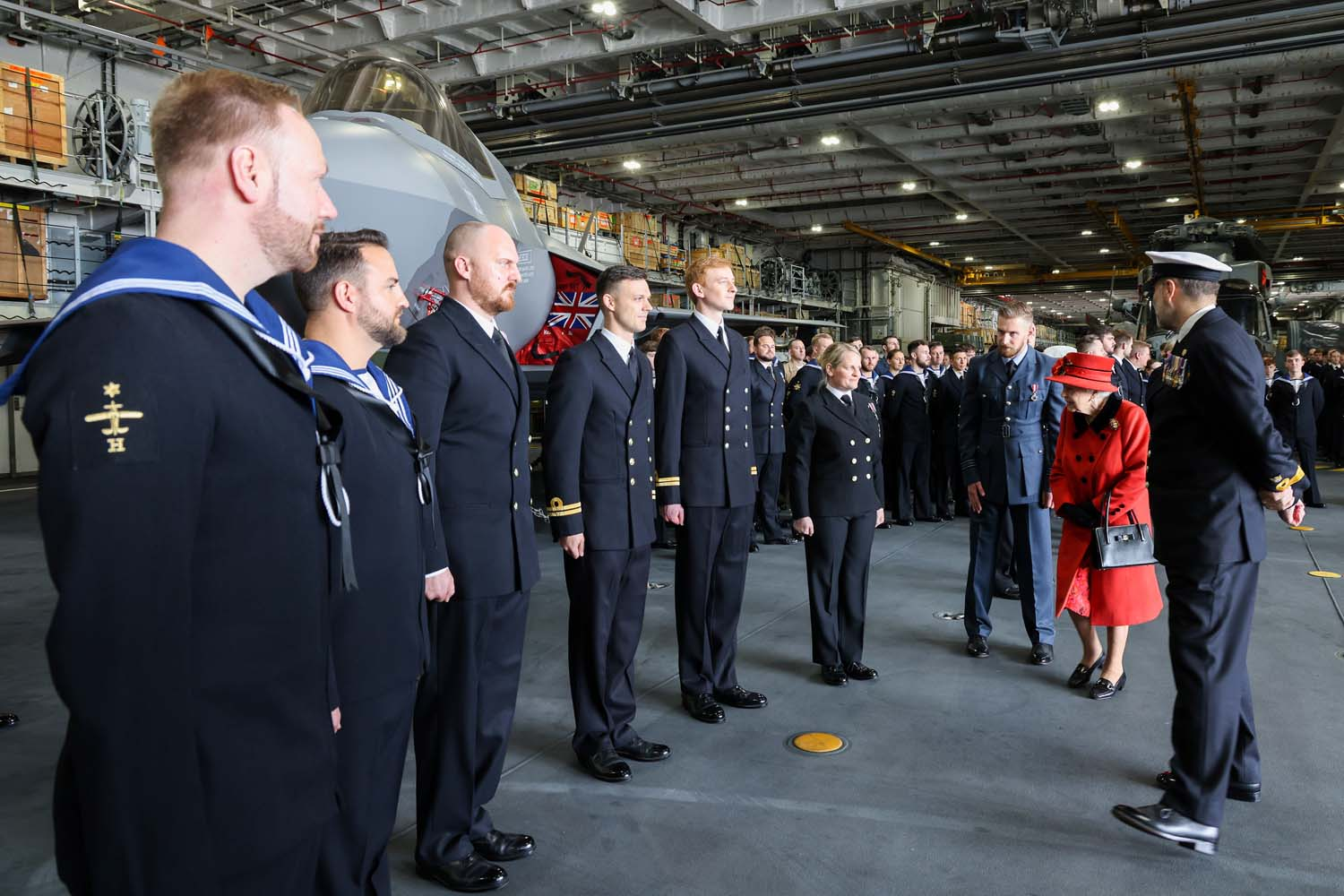
Її Величність Королева Єлизавета розмовляє з членами команди HMS Королеви Єлизавети 22 травня, за кілька годин до їх від'їзду

Після кульмінації навчань "Strike Warrior" кораблі Ударної авіаносної групи поверталися до порту, щоб завантажити необхідне паливо та запаси. 19 травня, повертаючись до порту, HMS Квін Елізабет зустрілася зі своїм сестринським кораблем HMS Принц Уельський, який зараз проводить оперативні тренування флоту, і вперше відплив разом, перш ніж взяти участь у PHOTEX і, нарешті, піти в різних керунках. Спочатку HMS Квін Елізабет повинен був кинути якір у The Solent, щоб зберегти стан, захищений від COVID, проте через прогнозований сильний вітер він замість цього причалив у HMNB Portsmouth, а персонал залишився на борту. 21 травня 2021 р. Прем'єр-міністр Борис Джонсон відвідав HMS Квін Елізабет, щоб здійснити екскурсію на кораблі та поспілкуватися з екіпажем перед їхнім від'їздом;  наступного дня королева Єлизавета II також провела екскурсію та  розмовляла з членами команди.
HNLMS Evertsen вийшов з військово-морської бази Nieuwe Haven в Нідерландах 22 травня; разом із HMS Defender та HMS Kent, які також вирушили з Девонпорта 22 травня.   Спочатку HMS Queen Elizabeth планував виїхати з Портсмута 23 травня, однак, щоб уникнути прогнозованих сильних вітрів він замість цього покинув порт увечері 22 травня   разом з USS The Sullivans/ 23 травня HMS Diamond, RFA Fort Victoria та RFA Tidespring відпливли з Девонпорта, Портленда та Лох-Стрівена відповідно;  Насамкінець, судно, HMS Richmond, відпливло з Портсмута 24 травня.  Як тільки Авіаносна ударна група відпливла з Великої Британії, оперативне командування групою перейшло від командувача флоту віце-адмірала Джеррі Кида до начальника спільних операцій віце-адмірала Бена Кі.

## Розгортання
Загалом за 28 тижнів розгортання авіаносна ударна група подолає 26 000 морських миль і проведе понад 70 військових навчань у 40 різних країнах.
1 травня 2021 року було оголошено, що режисер документальних фільмів Кріс Террілл перебуватиме на борту HMS Квін Елізабет на час розгортання, щоб створити документальний серіал для Бі-бі-Сі, наступний після двох попередніх серій про життя на авіаносці. .

### Навчання Steadfast Defender і навчання Atlantic Trident
Спочатку після виходу з Портсмута 22 травня  група відразу ж розпочала ще одну велику вправу НАТО — навчання "Steadfast Defender". Тепер[коли?] відбувається з 20 по 28 травня у східній частині Атлантичного океану біля узбережжя Португалії, морський елемент навчань включає 18 суден з 11 різних країн, і координується з нещодавно створеного Об'єднаного командування сил Норфолк на базі USS Mount Whitney. В навчанні беруть участь ударна група HMS Квін Елізабет та група десантних військ  з USS Iwo Jima, а також обидві Постійні морські групи НАТО 1 та 2.
Одночасно винищувачі F-35 з 617 ескадрильї RAF беруть участь у навчаннях Atlantic Trident 2021 над південно-західним узбережжям Франції. Навчання тривають з 17 по 28 травня, коли французькі повітряно-космічні сили, ВПС США та Королівські ВПС беруть участь у навчаннях під керівництвом Франції, які координуються з авіабази Мон-де-Марсан.

### Червень – грудень

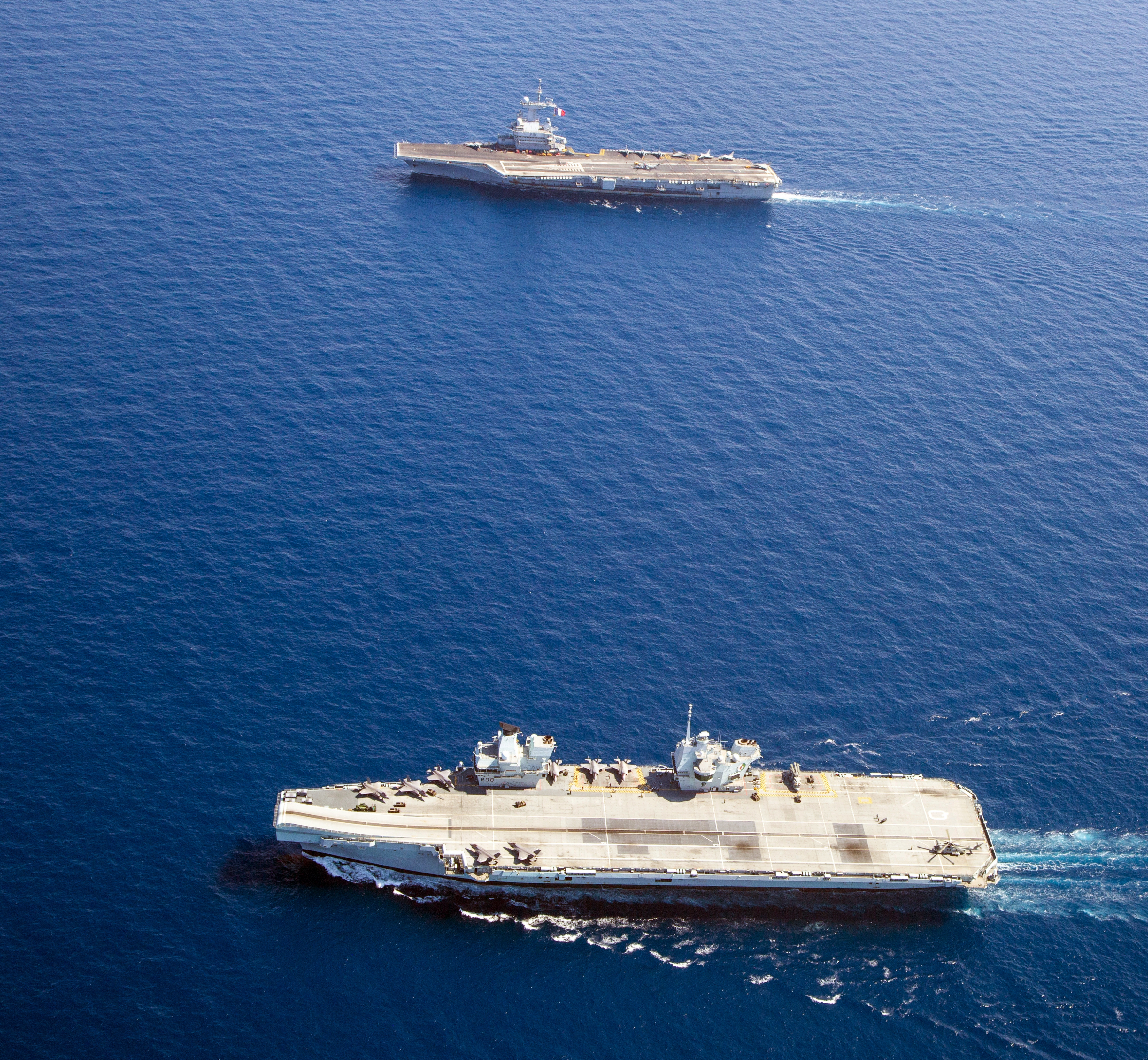
Королева Єлизавета та Шарль де Голль (R91) на паралельному курсі в Середземному морі, 3 червня 2021 року.

Після закінчення навчань "Steadfast Defender" ударна група здійснить перший захід до порту в Гібралтарі . Після виходу з порту група увійде в Середземне море, де ще раз проведе навчання з середземноморськими союзниками НАТО, включаючи взаємодію двох авіаносців з французьким авіаносцем « Шарль де Голль»   перед входом у порт у бухті Суда для логістичної зупинки. До цього, однак, есмінець типу 45, фрегат типу 23 і HNLMS Evertsen  відірвуться від групи і увійдуть у Чорне море  для візиту, який вже планувався ще до нагромадження російських військ у регіоні. Перебуваючи в Середземному морі, ударна група та її повітряне крило ненадовго приєднаються до операції "Шейдер" у боротьбі проти  бойовиків Ісламської держави;  перед тим, як продовжувати рух через Суецький канал і зупинитися біля британського військового порту в Дукмі, після чого група пропливе через Аравійське море до поки що не визначеного індійського порту. Потім група вирушить для проведення навчань з ВМС Індії в Індійському океані  а тоді продовжить коротку зупинку біля британського військово-морського об’єкту в Сінгапурі, перш ніж увійти до спірного Південно-Китайського морського регіону для здійснення навчань із забезпечення свободи судноплавства в регіоні. Згодом група візьме участь у навчаннях Bersama Lima 21 з Королівським флотом Австралії,  Королівським флотом Нової Зеландії, Королівським флотом Малайзії та Військово-морським флотом Республіки Сінгапур, щоб відсвяткувати 50-ту річницю П'яти домовленостей про захист влади ;  перед тим, як відвідати Південну Корею, а потім провести навчання з Японськими морськими силами самооборони та ВМС США навколо островів Японії.   Після того, як  HMS Tamar та HMS Spey, нещодавно призначені для постійної присутності в індо-тихоокеанському регіоні представники Королівського флоту, зустрінуться з ударною групою, яка щойно прибула в цей район, авіаносна ударна група нарешті повернеться до Сполученого Королівства на початку грудня.

## Склад
| Авіаносець      | клас «Квін Елізабет»              | HMS Королева Єлизавета (R08)               |
| Есмінці         | Тип 45 </br> (зенітна війна)      | HMS Діамант (D34)                          |
| Есмінці         | Тип 45 </br> (зенітна війна)      | HMS Дефендер (D36)                         |
| Есмінці         | Arleigh Burke клас                | USS The Sullivans (DDG-68)                 |
| Фрегати         | Тип 23 </br> (протичовнова війна) | HMS Річмонд (F239)                         |
| Фрегати         | Тип 23 </br> (протичовнова війна) | HMS Кент (F78)                             |
| Фрегати         | De Zeven Provinciën клас          | HNLMS Евертсен (F805)                      |
| Допоміжні       | Tide-class                        | RFA <i id="mwAck">Tidespring</i> (A136)    |
| Допоміжні       | Fort Victoria Fort Victoria       | RFA <i id="mwAc8">Форт Вікторія</i> (A387) |
| Підводний човен | Astute клас                       | Не розголошується                          |

| Винищувач                           | No 617 ескадрильї RAF            | 8 х блискавок F-35B      |
| Винищувач                           | Ескадра морських винищувачів 211 | 10 х блискавок F-35B     |
| Повітряне спостереження та контроль | 820 морська повітряна ескадра    | 3 х Merlin Mk2 Crowsnest |
| Анти-підводний човен                | 820 морська повітряна ескадра    | 4 x Merlin Mk2 ASW       |
| Транспорт / логістика військ        | 845 морська повітряна ескадра    | 3 х Merlin Mk4           |

| Силовий захист | 815 морська повітряна ескадра - </br> приєднаний до супроводу Королівського флоту | 4 х дика кішка |
| Силовий захист | 860 ескадра - </br> прикріплений до ескорту ВМС Королівства Нідерландів           | 1 х NH90       |

Поряд з основними згаданими підрозділами, група також складається з військовослужбовців, залучених з інших підрозділів, зокрема:
- Компанія Royal Marines від 42 Commando для формування посадкових команд, захисту сил та відновлення екіпажів.
- Елементи 1700 військово-морської ескадрильї для забезпечення авіаційної підтримки. [78]

### Повітряне крило авіаносця

#### 820 морська повітряна ескадра
820 військово-морської ескадрильї (820 NAS) Королівського флоту, що складається з близько 190 чоловік особового складу  та семи Merlin Mk2 (у тому числі 3 оснащені РЛС Crowsnest), забезпечує повітряне спостереження та управління, а також повітряно-десантні протичовнові засоби. . Протичовновий літак може бути оснащений глибинними зарядами або торпедами Sting Ray, щоб захистити ударну групу як від підводних човнів, так і від загроз над водою;  той час, як обладнаний РЛС Crowsnest вертоліт забезпечує раннє попередження  а також може використовуватися для спрямування винищувачів F-35B до цілі.

#### VMFA-211
Десять із вісімнадцяти винищувачів повітряного крила будуть із ескадрильї морських винищувачів 211 (VMFA-211) Корпусу морської піхоти США  прізвисько "Месники з островів Вейк".  Ударна група стане найбільшим одночасним використанням винищувача F-35 з початку програми в 2006 році, а також буде першим випадком, коли USMC розгорнув повну ескадрилью з 10 літаків F-35 ;  ескадрильї USMC мали 16 літаків до реформ генерала Девіда Бергера, які мають на меті перевести USMC до легшої, спритнішої сили.  Підполковник Ендрю Д'Амброджі, командуючий офіцер VMFA-211, сказав, що розгортання - це шанс експериментувати зі скороченою ескадрою та забезпечити її достатню здатність забезпечити результати, необхідні для виконання місії. До складу американського контингенту входить 180 морських піхотинців США для обслуговування та поводження з літаком на льотній палубі та група з 18 спеціалістів з боєприпасів ВМС США, які виконуватимуть дії з боєприпасами, необхідними винищувачам морської піхоти, оскільки це не морська діяльність, а політика не передбачає дозволити іншій країні зробити це.